# Верхний Умыкэй
Верхний Умыкэй — село в Нерчинском районе Забайкальского края России. Административный центр и единственный населённый пункт сельского поселения «Верхнеумыкэйское».

## География
Село находится в северо-западной части района, на правом берегу реки Большой Умыкей (приток Нерчи), на расстоянии примерно 15 километров (по прямой) к северу от города Нерчинска. Абсолютная высота — 573 метра над уровнем моря.
Климат
Климат характеризуется как резко континентальный, с продолжительной холодной зимой. Средняя температура самого тёплого месяца (июля) составляет 18 — 20 °С (абсолютный максимум — 38 °С). Средняя температура самого холодного месяца (января) — −28 — −30 °С (абсолютный минимум — −54 °С). Годовое количество осадков — 300—350 мм. Продолжительность безморозного периода составляет 100—110 дней.
Часовой пояс
Село Верхний Умыкэй находится в часовой зоне МСК+6. Смещение применяемого времени относительно UTC составляет +9:00.

## История
Основано в 1950 году.

## Население
| 1989 | 2002 | 2010 | 2011 | 2012 | 2013 | 2014 |
| ---- | ---- | ---- | ---- | ---- | ---- | ---- |
| 194  | ↗262 | ↘237 | ↘236 | →236 | ↘227 | ↗234 |
| 2015 | 2016 | 2017 | 2018 | 2019 | 2020 | 2021 |
| ↗238 | ↗243 | ↘242 | ↘238 | ↘231 | ↘230 | ↘198 |

Половой состав
По данным Всероссийской переписи населения 2010 года в гендерной структуре населения мужчины составляли 52,7 %, женщины — соответственно 47,3 %.
Национальный состав
Согласно результатам переписи 2002 года, в национальной структуре населения русские составляли 96 % из 263 чел.

## Инфраструктура
В селе функционирует МУП «Нерчинский конезавод».

## Улицы
Уличная сеть села состоит из двух улиц:
- ул. Центральная
- ул. Южная